# Ahmad Hassan al-Bakr
Ahmed Hassan al-Bakr (àrab: أحمد حسن البكر, Aḥmad Ḥasan al-Bakr) (Tikrit, 1 de juliol de 1914 – Bagdad, 4 d'octubre de 1982) fou un militar iraquià, president i primer ministre de l'Iraq de 1968 a 1979 i només primer ministre el 1963.

## Biografia
Al-Bakr va entrar a l'acadèmia militar el 1938 després de ser durant sis anys mestre d'escola. El 1941 va prendre part al cop d'estat proalemany de Rashid Ali Gaylani i quan aquest fou sufocat fou arrestat i separat de l'exèrcit, on va poder tornar el 1957, obtenint llavors el grau de general de brigada. Va formar part del grup dels "Oficials Lliures" que el 14 de juliol de 1958 van enderrocar a la monarquia. El 7 de març de 1959 es va produir un cop d'estat que va esclatar a Mossul dirigit pel coronel Chawaf i altres oficials que reclamaven la unió a la República Àrab Unida. L'aviació lleial va bombardejar als rebels i Chawaf va morir i els oficials rebels foren executats. Al-Bakr fou acusat d'haver donat suport a la revolta i fou retirat de l'exèrcit passant a la reserva. En aquest temps al-Bakr va ingressar al partit Baas o Baath on aviat va arribar als llocs dirigents.
El 8 de febrer de 1963, com a general a la reserva i membre dirigent del Baas, organitzava un cop d'estat que va enderrocar a Abd al-Karim Qasim (que fou executat el dia 9). Els colpistes van bombardejar el palau presidencial amb avions i van anunciar per la ràdio que Qasim havia mort, però aquest havia passat la nit a casa de la seva mare i va sortir al carrer per deixar-se veure. Llavors els colpistes van enviar els tancs del III Exèrcit, Qasim fou cercat i a la nit capturat. Nombrosos militars fidels a Qasim i diversos polítics comunistes foren executats tanmateix. Va assolir el poder un Consell Nacional Revolucionari presidit pel nasserista Abdul Salam Aref (o Arif), que tenia molt de prestigi (però no va gaudir de cap poder) amb Ahmad Hasan al-Bakr com a cap de govern i vicepresident. Ali Salah Saadi, secretari general del Baath va ser nomenat viceprimer ministre i ministre de l'Interior i altres baasistes van ocupar alts càrrecs al govern. Saadi dins el partit era socialista i partidari de reformes socials radicals mentre al-Bakr representava el corrent nacionalista moderat partidari d'un acostament a Gamal Abdel Nasser. Saadi va organitzar unes milícies amb el nom de Guàrdia Nacional que van servir de policia política i van tenir fins a 20.000 membres. La repressió fou virulenta i sagnant contra els qasimites i els comunistes i tots els caps militars considerats propers al comunisme, foren executats, fins i tot els de la reserva; també fou executat Hasan Radawi, secretari general del Partit Comunista Iraquià i dos membres del Comitè Central.
Els kurds van declarar un alto el foc i es van iniciar converses i el 24 d'abril de 1963 els kurds van presentar el memoràndum de peticions; però quan el govern baasista es va veure consolidat va empresonar als parlamentaris kurds, i va llançar un ultimàtum de rendició el 10 de juny de 1963 i el mateix dia, sense esperar resposta, va iniciar operacions militars. Com en aquestos mesos el Baas també havia pres el poder a Damasc, els sirians van ajudar els baasistes iraquians amb avions i la brigada Yarmuk; els kurds els van fer diverses emboscades per eliminar a aquesta i altres, van ocupar posicions militars i combois d'armament i van fer centenars de presoners. L'exèrcit iraquià derrotat i humiliat, va deixar pas a la Guàrdia Nacional, creada pels baasistes i especialitzada en atrocitats especialment contra els comunistes.
Finalment un nou cop d'estat va apartar del poder el Baas i va donar el poder efectiu al general i president honorífic Abd al-Salam Aref (18 de novembre de 1963). Al-Bakr era cessat com a primer ministre i el dia 20 els substituïa Tahir Yahya. Va romandre no obstant com a vicepresident fins al gener de 1964. Tot i el canvi de règim les accions militars contra els kurds van continuar. Al-Bakr va continuar dirigint el comandament regional del partit Baas.
El 14 de juliol de 1968 es va produir un reequilibri al govern i el general Abdul Razzak an-Naif accedí al càrrec de primer ministre en lloc de Tahir Yahya. Dos dies després, a la nit del 16 de juliol, al-Bakr, junt amb el primer ministre i el general nasserista Abd al-Rahman al-Dawud cap de la guàrdia presidencial, desencadenaven un cop d'estat que el dia 17 tenia el control de la radio i el ministeri de defensa i anunciava al president Abd al-Rahman Aref la seva deposició i l'enviava a l'exili a Turquia. Al-Bakr va ocupar el càrrec de president el mateix dia. De moment no es va informar que era el Baas el que havia agafat el poder pel mal record que havia deixat el seu primer govern, i es va donar entendre que era un grup de militars de tendències diverses. Sota influència d'un destacat dirigent baasista, Saddam Hussein, un segon cop es va portar a terme el 30 de juliol de 1968 que va apartar a Abdul Razzak an-Naif, Abd al-Rahman al-Dawud i altres oficials nasseristes (al-Dawud fou exiliat) i al-Bakr assolia també la posició de primer ministre, però el poder efectiu passava al partit i es restablia la dictadura baasista i la Guàrdia Nacional. En endavant al-Bakr fou la cara visible del règim però amb un poder sota control.
Al-Bakr tenia mala salut i visitava als metges sovint. Al-Bakr va canviar una llei per aconseguir que el seu fill Muhammad pogués entrar al Col·legi de Medicina de Bagdad, però mai es va graduar, ja que va morir d'un accident d'automòbil el 1974. Un altre fill
Haytham Al-Bakr, va treballar com advocat.
La guerra amb els kurds va continuar. El gener de 1970 quedava clar que l'ofensiva iraquiana estava aturada de fet des de setembre i efectivament des del desembre i es donava la xifra de 151 avions abatuts en sis mesos. Així el gener de 1971 el baas va iniciar converses amb Mustafà Barzani; una delegació kurda presidida per Mahmud Uthman va anar a Bagdad i l'11 de març de 1970 es va arribar a un acord en 15 punts que fou signat a Nawperdan (Kurdistan) que posava fi a la guerra i acordava una autonomia interna al Kurdistan i la vicepresidència de la república; la llengua kurda esdevenia segona llengua oficial de l'Iraq; cinc kurds eren nomenats ministres i es declarava una amnistia general pels fets, afectant als dos costats. Les situació va millorar per un temps, però alguns fets aïllat i sobretot la qüestió de Kirkuk va enverinar les relacions: l'extensió del territori afectat per l'autonomia quedava posposat a un cens que s'havia de fer. Com que segurament haguera donat una majoria kurda a Kirkuk, als camps de petroli propers i a la zona secundària petrolífera de Khanaqin al sud de Sulaymaniyya (kurd: Sîlemanî) el cens es va demorar.
El 14 de juny de 1972 la Iraq Petroleum Company (IPC) fou nacionalitzada. També va introduir moltes reformes socials i econòmiques. Amb l'increment dels ingressos pel petroli iniciat el 1973 va iniciar una expansió industrial. El règim va tenir estrets lligams amb Nasser, i Iraq es va unir a la República Àrab Unida; es va modificar la bandera nacional en preparació per aquest esdeveniment però el temps del nasserisme havia passat i la unió no era ben acceptada al país i finalment el projecte fou cancel·lat a la mort de Nasser. Va reforçar també els lligams amb la Unió Soviètica amb la que va signar un tractat d'amistat i cooperació (econòmica, política i militar) el 1972. Durant la guerra del Yom Kippur de 1973 Iraq va enviar un contingent a Síria.
Mustafà Barzani va reclamar formalment Kirkuk i els camps de petroli el 1973 i això fou considerat pel govern iraquià com una declaració de guerra i el març de 1974 el govern va declarar unilateralment una autonomia que disminuïa els drets kurds i n'excloïa expressament Kirkuk i la seva regió (fixant els límits segons el cens de 1957 quan els kurds no es podien declarar com a tals per por de represàlies) així com els camps de Khanaqin i Shingal/Sindjar. El règim iraquià va fer al mateix temps una reforma administrativa en què les setze províncies (governacions) del país van canviar el nom i en alguns casos els seus límits. L'antiga governació de Kirkuk fou dividida en dos, l'àrea a l'entorn de la ciutat fou anomenada governació d'al-Tamim (التأميم "nacionalització") i els seus límits alterats per obtenir una majoria àrab.
El 1974 el govern reprenia la guerra contra els kurds. El març de 1975, Iraq i Iran van signar l'acord d'Alger, pel qual a canvi de certs drets al Shatt al-Arab i altres punts de la frontera, Iran deixava de subministrar materials als kurds iraquians. Sense cap suport militar Barzani va haver de retirar-se a l'Iraq amb els seus seguidors; altres es van rendir en massa a l'exèrcit, i la revolta kurda es va acabar en pocs dies. Després de 15 anys l'Iraq tornava a controlar el Kurdistan. Iraq va iniciar llavors el programa d'arabització (taarib) que va expulsar de casa seva almenys dos-cents mil kurds entre 1975 i 1978 (uns 500.000 segons els kurds) i als assiris de Kirkuk i altres pobles de la regió. Els turcmans van donar suport al govern. Els kurds van haver d'emigrar a les províncies del nord i al seu lloc hi van ser enviats àrabs del centre i sud del país.
Els enfrontaments entre els peixmergues (milicians) resistents i l'exèrcit es van reprendre el 1977. Entre 1978 i 1979 uns 600 pobles kurds foren cremats o destruïts. El juliol de 1978 Iraq esdevenia oficialment règim de partit únic (ja ho era de fet) prohibint-se per decret tota activitat política antibaasista i la militància en un altre partit de membres o antics membres de les forces armades seria castigada amb pena de mort.
Al-Bakr va nomenar al seu cosí Saddam Hussein com a vicepresident. El 1976, Saddam (que mai havia servit a les forces armades) va prendre el títol de general a l'Exèrcit Popular Baasita i aviat va esdevenir l'home fort del govern. A mesura que el vell i dèbil al-Bakr no podia exercir part de les seves funcions, el paper de Saddam s'incrementava i Saddam esdevenia president de facto força abans d'arribar a aquest càrrec oficialment.
El 16 de juliol de 1979, amb 65 anys, al-Bakr va renunciar oficialment per raons de salut i Saddam Hussein va assolir la presidència. Els rumors diuen que Saddam li va imposar la retirada amb l'amenaça de ser apartat per la força. Una mica després diversos alts càrrecs del Baas, que podrien ser partidaris d'al-Bakr, foren executats acusats d'espionatge.
Al-Bakr va morir el 1982 per causes que no es van fer públiques.